# María Blanco (attrice)
María Blanco (Barcellona, 2 maggio 1972) è un'attrice, cantante, ballerina e modella spagnola, nota per aver interpretato il ruolo di Carmen Sanjurjo Asensio nella soap Una vita (Acacias 38).

## Biografia
María Blanco è nata il 2 maggio 1972 a Barcellona (Spagna), e oltre alla recitazione si occupa anche di canto e di danza.

## Carriera
María Blanco nel 2007 ha fatto la sua prima apparizione come attrice nella serie MIR. Nello stesso anno ha recitato nelle serie Hay que vivir (nel ruolo di Ángela) e in Cuestión de sexo (nel ruolo di Carmen). Nel 2007 e nel 2008 ha ricoperto il ruolo di Jueza nella serie Desaparecida. Nel 2009 ha interpretato il ruolo di Jueza nella serie Doctor Mateo. Nel 2011 ha partecipato ai programmi televisivi Ànima, in Divendres, in A escena e in No t'ho perdis.
Nel 2013 è entrata a far parte del cast della soap opera in onda su Antena 3 Per sempre (Amar es para siempre) e dove ha interpretato il ruolo di Beatriz. Nel 2016 ha ricoperto il ruolo di Emma Cardín nel film Bombay Goa Express diretto da Juan Estelrich Jr. Nel 2016 e nel 2017 ha recitato nella serie Centro médico. Dal 2015 al 2021 è stata scelta per interpretare il ruolo di Carmen Sanjurjo Asensio nella soap opera in onda su La 1 Una vita (Acacias 38) e dove ha recitato insieme ad attori come Juanma Navas, Rubén de Eguia, Elena González, Juan Gareda, Álvaro Quintana, Rebeca Alemañy e Marita Zafra.
Nel 2021 ha ricoperto il ruolo di Cuatro nel film Encerrados diretto da Carlos Cabero. Nel 2021 e nel 2022 è entrata a far parte del cast della soap opera Un altro domani (Dos vidas), nel ruolo di Dolores. Nel 2022 ha recitato nel film Delfines de plata diretto da Javier Elorrieta.

## Filmografia

### Cinema
- Bombay Goa Express, regia di Juan Estelrich Jr. (2016)
- Encerrados, regia di Carlos Cabero (2021)
- Delfines de plata, regia di Javier Elorrieta (2022)

### Televisione
- MIR – serie TV (2007)
- Hay que vivir – serie TV (2007)
- Cuestión de sexo – serie TV (2007)
- Desaparecida – serie TV (2007-2008)
- Doctor Mateo – serie TV (2009)
- Per sempre (Amar es para siempre) – soap opera (2013)
- Centro médico – serie TV (2016-2017)
- Una vita (Acacias 38) – soap opera, 851 episodi (2017-2021)
- Un altro domani (Dos vidas) – soap opera, 15 episodi (2021-2022)

## Programmi televisivi
- Ànima (2011)
- Divendres (2011)
- A escena (2011)
- No t'ho perdis (2011)

## Doppiatrici italiane
Nelle versioni in italiano dei suoi film e delle sue serie TV, María Blanco è stata doppiata da:
- Renata Bertolas[14] in Una vita[15]